# آپریل هینریخس
آوریل هینریخس (انگلیسی: April Heinrichs؛ زادهٔ ۲۷ فوریهٔ ۱۹۶۴) بازیکن فوتبال اهل ایالات متحده آمریکا است.
وی همچنین در تیم ملی فوتبال زنان ایالات متحده آمریکا بازی کرده‌است.